# Estat de São Paulo
São Paulo és un estat del Brasil, localitzat a la Regió Sud-est. Limita amb Minas Gerais al nord i a l'est, amb Rio de Janeiro al nord-est, amb Paranà al sud i Mato Grosso do Sul a l'oest; a l'est té costa a l'oceà Atlàntic. Està dividit en 645 municipis i ocupa una àrea de 248.222,8 km². La capital és la ciutat de São Paulo. La Regió Metropolitana de São Paulo és una de les més grans del món.

## Geografia

### Relleu
L'estat presenta una altitud rellevant, atès que un 85% de la seva superfície posseeix una altitud de 300 a 900 msnm. El clima és tropical en la major part del territori, i subtropical en el sud. El cim més alt és la Pedra da Mina, amb 2.798,98 m d'altitud.

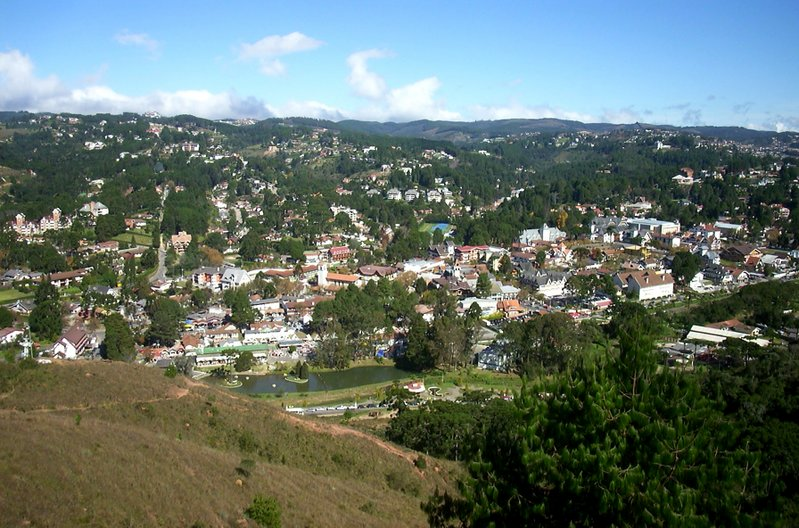
Campos do Jordão, ciutat situada 1600 m sobre el nivell del mar.

### Clima
El clima de l'estat sofreix influències de l'altitud: en la ciutat de Campos do Jordão per exemple, situada a 1600 metres sobre el nivell del mar en la Serra de la Mantiqueira, les temperatures poden caure per sota dels 0° C en dies més freds d'hiverns rigorosos. Ja en l'interior de l'estat (Ribeirão Preto, São José do Rio Preto, etc.), les temperatures poden superar fàcilment els 33 °C en l'estiu.

### Hidrografia
Els principals rius són: Tietê, Paraná, Paranapanema, Gran, Turvo, del Pez, Paraíba del Sud, Piracicaba, Pardo, Mogi-Guaçu, Jacaré-Pepira i Jacaré-Guaçu

## Història

### Primers temps
El nom de São Vicente (São Paulo) va ser posat per Amerigo Vespucci, el 22 de gener de 1502, en un viatge que tenia per objectiu fer un mapa del litoral del Brasil.
La primera notícia de l'arribada de dones portugueses data del 1550.
Malgrat les innumerables dificultats per traspassar la Serra do Mar, els camps de l'altiplà atraient els pobladors, cosa que convertí São Paulo en una excepció en el tipus de colonització dels portuguesos en els primers temps, que es fixaven sobretot en el litoral. La façana litoral, estreta per la presència de la serra, no presentava les condicions necessàries per al desenvolupament. Arribar a São Paulo, requeria grans esforços contra les dificultats d'accés a la serra.

### Exploració i ocupació
A inici del segle xvi el litoral paulista és visitat per navegants portuguesos i espanyols. La recerca de materials preciosos portà als portuguesos a ultrapassar la Serra do Mar, per l'antic camí indígena de Peabiru, i el 1554, a l'altiplà existent després de la Serra do Mar, és fundada la vila de São Paulo de Piratininga pels jesuïtes liderats per Manuel da Nóbrega.
Fins al final del segle xvi són fundades altres viles a l'entorn de l'altiplà, com Santana de Parnaíba, garantint així la seguretat i la subsistència de la vila de São Paulo.

### As bandeiras
Dificultats econòmiques, atinament sertinista, localització geogràfica (São Paulo era un important centre de circulació fluvial i terrestre), esperit d'aventura, serien poderosos impulsos en l'arrancada cap al Sertão.
Els paulistes volien descobrir mines d'or i com diu José Joaquim Machado de Oliveira, "no hi havia paulista que més o menys deixés el pensament de descobrir mines"
L'èxode cap a Minas Gerais provoca una decadència econòmica a la capitania, i al llarg del segle xviii aquesta va perdre territori i dinamisme econòmic fins a ser senzillament annexada el 1748 a la capitania de Rio de Janeiro.

### La restauració i la província de São Paulo
El 1765, pels esforços de Morgado de Mateus, és restituïda la Capitania de São Paulo.Ja el 1817 és fundada la primera hisenda de cafè de São Paulo, al vall de Paríba, i després la independència el cultiu de cafè guanya força a les terres de la Vall de Paraíba.
Les fronteres actuals paulistes són fixades per l'emancipació del Paraná el 1853.
L'enriquiment provocat pel cafè i la constant arribada d'immigrants italians, portuguesos, espanyols, japonesos i àrabs a la província, a part del desenvolupament d'una gran xarxa ferroviària, porten la prosperitat a São Paulo.

### República Velhai la política del cafè amb llet
En instaurar-se la república, s'afirmava clarament el predomini econòmic del nou estat. Si el Brasil era el cafè, el cafè era São Paulo. No foren mentrestant, tranquils els primers moments republicans de São Paulo. Reflecteixen les agitacions i els desencerts que ocorrien en l'àmbit federal. La dècada de 1930 São Paulo es caracteritzà, des del punt de vista econòmic, pels esforços d'ajust a les noves condicions creades per la crisi mundial de 1929 i per la crisi del cafè. Des del punt de vista polític, el període fou marcat per la lluita per la recuperació de l'hegemonia paulista a la federació.

### Industrialització i metropolització
Després de la Primera Guerra Mundial, el cultiu del cafè comença a patir crisis d'excés d'oferta i competència d'altres països. El cultiu comença a ser controlat pel govern, per tal d'evitar crisis i les hisendes tanquen, portant immigrants en direcció a São Paulo, on es convertiran en operaris.
Pressions polítiques exigint el fi del predomini de l'elit cafetera paulista sorgeixen moviments artístics com la setmana de 1922, El 1930 el cafè entra en la seva darrera crisi, amb el crac del 29 i l'enfonsament de la borsa de Nova York l'any anterior, el col·lapse dels preus extern dels grans i la Revolució de 1930, que retira els paulistes del poder.
La Segona Guerra Mundial trenca les importacions de productes i la indústria paulista inicia un procés de substitució d'importacions passant a produir a l'Estat els productes fins aleshores importats. El procés s'intensifica amb el govern de Juscelino Kubitschek, que llança les bases de la indústria de l'automòbil al ABC paulista.
Per suprimir la mà d'obra necessària, l'estat passa a rebre milions de nordestins, venint principalment dels estats de Bahia, Ceará, Pernambuco i Paraíba.
El 1960, la ciutat de São Paulo es torna la major ciutat brasilera i el principal pol econòmic del país, superant Rio de Janeiro. Aquest fet es deu al nombre major d'immigrants que escolliren anar a São Paulo.

### Industrialització de l'interior
A les dècades de 1960 i 1970 el govern estatal promou diverses obres que incentiven l'economia de l'interior de l'Estat, buidat des de la fallida del cafè el 1930. Aquest procés de recuperació econòmica de l'interior, s'intensifica a partir de la dècada de 1980, quan grans problemes urbans, com violència, pol·lució i ocupació desordenada, afligeixen la Regió Metropolitana de São Paulo. Actualment, encara que el creixement no sigui ja tan alt i tingui competència d'altres estats, São Paulo és el principal pol econòmic, polític i industrial de America del Sud.

## Economia
Estat més desenvolupat del país, representa més de 30% del Producte Intern Brut brasiler. L'estat té com a base principal de la seva economia la indústria (metal·lúrgia, mecànica, automòbiles i les seves peces, equipaments mecànics, electrònics, telecomunicacions, productes químics, plàstics, alcohol, aliments...), després els serveis (incloent lo sector financer) i el comerç. Però també seva agricultura i la seva ramaderia són molt importants i modernes.
Les indústries es concentren en la megalòpoli formada per les regions metropolitanes de São Paulo i Campinas, la Baixada Santista, en la regió de Sorocaba, en les ciutats de São Carlos, Ribeirão Preto i en la vall del riu Paraíba do Sul.
L'estat constitueix el principal centre financer de l'Amèrica del Sud: en la regió metropolitana de la seva capital (la ciutat de São Paulo) estan les seus d'importants bancs brasilers i també estrangers amb filials al Brasil. L'Avinguda Paulista, en la capital de l'estat, concentra la seu de bancs com l'Itaú, i les seus brasileres de bancs estrangers, com el Banco de Santander i el Citibank, a més de la set la poderosa Federació de les Indústries de l'Estat de São Paulo (FIESP), que representa els interessos de les grans indústries instal·lades en l'estat. La BOVESPA (Borsa de Valors de l'Estat de São Paulo) és també a més important de l'Amèrica del Sud.
Seva agricultura produeix taronja i suc de taronja per al mercat intern i extern, i canya de sucre, cafè i cotó per al mercat intern. La canya de sucre és principalment plantada per a la producció d'alcohol, usat en tot el Brasil com biocombustible. La ramaderia va sofrir una petita disminució en els últims anys amb o creixement de les plantacions de canya, però encara és important i els seus ramats de bestiar estan entre els millors del país.

### Infraestructures

Sistema de carreteres al Brasil, amb autovies ressaltades en vermell. São Paulo compta amb la millor xarxa viària del Brasil.

Al novembre de 2021, l'Estat de São Paulo tenia, entre carreteres federals, municipals i estatals, una xarxa de 199.975 km (176.675,57 km municipals, 22.219,52 km de l'Estat de São Paulo i 1.075,19 km federals) amb 34.753,57 km pavimentats, i d'aquests, 6.346,34 km són carreteres amb 2 carrils o més de trànsit a cada direcció. Les carreteres de São Paulo es consideren les més modernes del país sent l'únic estat amb una xarxa amb doble via.
Del transport aeri, São Paulo compta amb l'aeroport més transitat del Brasil en termes de nombre de passatgers, l'Aeroport Internacional Governador André Franco Montoro, a Guarulhos, administrat per Infraero.
En el transport ferroviari, hi ha més de cinc mil quilòmetres de vies fèrries destinades al transport de càrrega, des del riu Paraná fins al litoral paulista. Al Gran Sao Paulo, les línies de metro són operades per Companhia Paulista de Trens Metropolitans (CPTM), Companhia do Metropolità de Sao Paulo (METRÔ) i concessionàries privades, amb una xarxa total de més de 370 km de vies, compostes per 13 línies. 180 estacions.
Pel que fa al transport marítim, l'estat de San Paulo compta amb dos grans ports: Sao Sebastião i Santos, aquest últim el major de Brasil i el 39º del món en maneig de càrrega contenidors. Són Paulo també esta servit per la Hidrovia Paraná-Tieté, la principal hidrovia del Mercosur, amb més de 2.000 km de vies navegables, dels quals 800 km ho estan només en aquest l'estat, conctament en el riu Tietê.

### Turisme

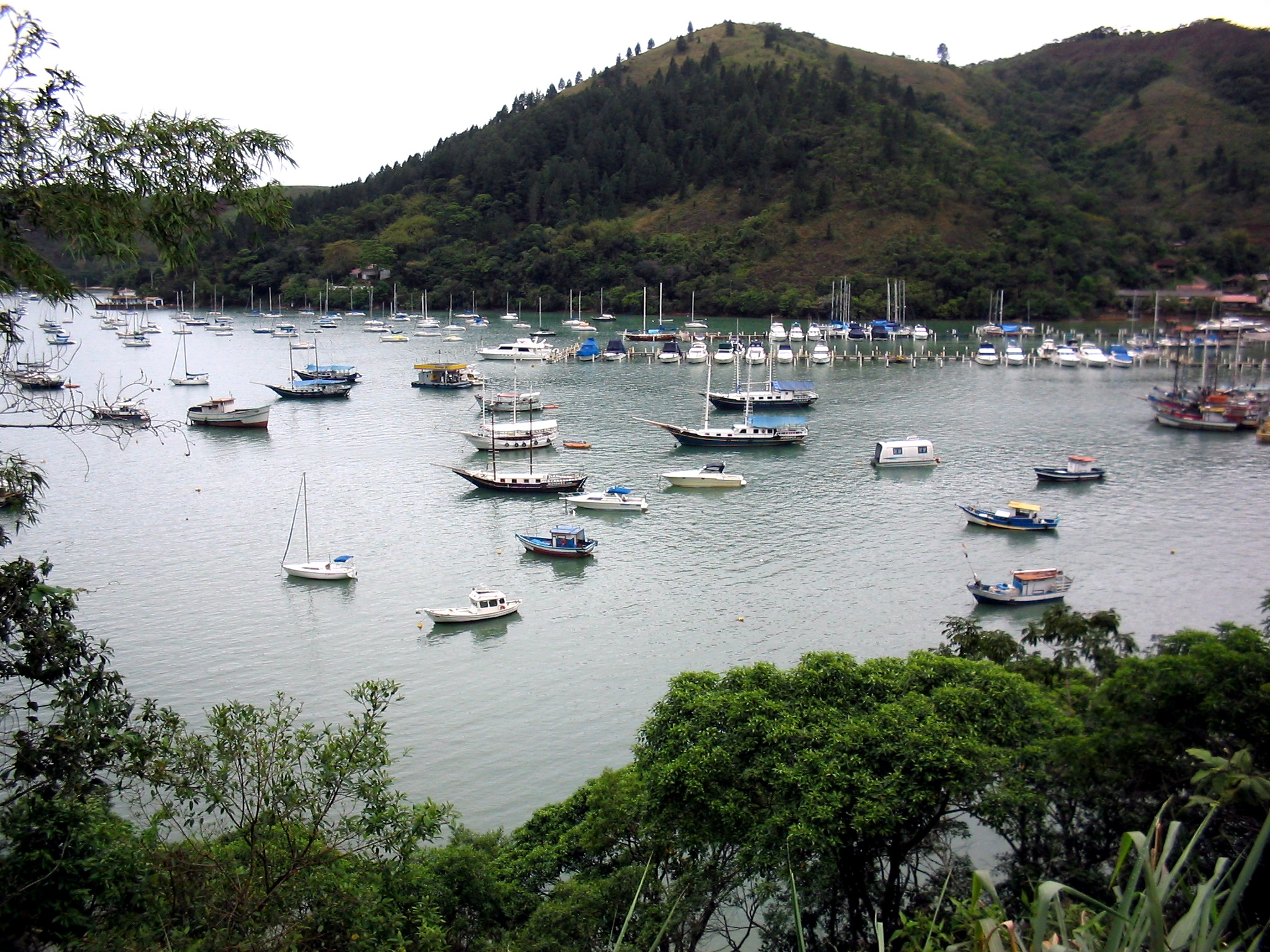
Platja a la ciutat de Ubatuba, litoral nord de l'estat.

L'estat posseeix també locals turístics i bona infraestructura per a rebre visitants, encara que no siguin tan famosos com la ciutat de Rio de Janeiro, Salvador de Bahia o els salts d'aigua de Foz do Iguaçú.
Ciutats del litoral, considerades com Estância balneária algunes d'elles són(Ilhabela, Ubatuba, Bertioga, Santos, Guarujá, São Vicente, Peruíbe…).
Ciutats de muntanya, considerades com Estâncias climáticas (Campos do Jordão), 
Estades balnearis d'aigües minerals (com Serra Negra, São Pedro, Águas de São Pedro, Lindoia, Águas de Lindoia) i unes altres.
La ciutat de São Paulo també rep visitants de l'interior de l'estat i d'altres estats, que visiten els seus barris i carrers de comerç especialitzat (com Brás, Bom Retiro i el carrer 25 de Março, especialitzades en robes i teixits), les exposicions en els seus museus, o llavors esdeveniments periòdics, com el Gran Premi del Brasil de Fórmula 1 que ocorre tots els anys en el Circuit de Interlagos.

## Demografia
Segons estimacions de l'IBGE, el 2006 l'estat de São Paulo tenia 41.055.734 habitants i una densitat poblacional de 165,4 hab./km².Això representa un 21% de la població brasilera i 11% de tota la població sud-americana.

### Població

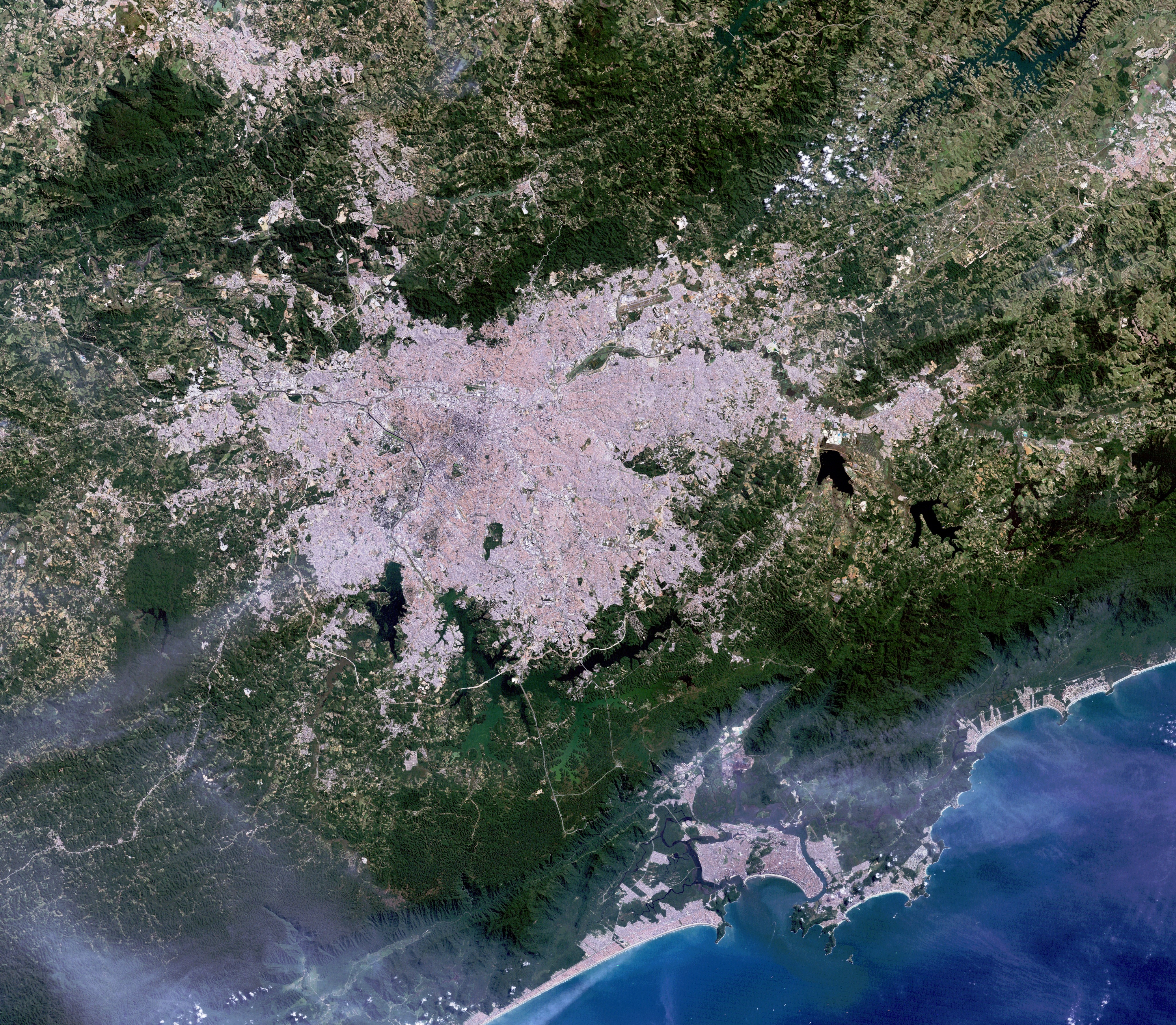
Fotografia per satèl·lit de São Paulo

La seva població és bàsicament blanca, descendent dels europeus. La població indígena va ser pràcticament extinta.
| Color/Raça | Percentatge |
| ---------- | ----------- |
| Blanca     | 67,9%       |
| Negra      | 5,8%        |
| Mulata     | 24,7%       |
| Asiàtica   | 1,3%        |
| Indígena   | 0,3%        |

Font: PNAD 2006.

### Religió
La religió dominant és la catòlica, encara que altres religions com l'evangelista són força importants.
| Religió      | Percentatge | Número     |
| Catòlics     | 70,31%      | 26.039.203 |
| Evangelistes | 17,04%      | 6.311.233  |
| Ateus        | 7,28%       | 2.695.655  |
| Espiritistes | 2,10%       | 779.325    |
| Budistes     | 0,39%       | 143.358    |
| Umbandistes  | 0,21%       | 79.119     |
| Jueus        | 0,11%       | 42.174     |

Font: IBGE 2000

## Esports
El futbol és l'esport majoritari al Brasil, encara que en són practicats molts d'altres. Els clubs més destacats són
- São Paulo Futebol Clube - de la ciutat de São Paulo.
- Santos Futebol Clube - de Santos.
- Sport Club Corinthians Paulista - de la ciutat de São Paulo.
- Sociedade Esportiva Palmeiras - de la ciutat de São Paulo.
- Guarani Futebol Clube - de Campinas.
- Associação Atlética Ponte Preta - de Campinas.
- Associação Desportiva São Caetano - de São Caetano do Sul.
- Associação Portuguesa de Desportos - de la ciutat de São Paulo.

## Educació superior
- Universitat de São Paulo
- Universitat Estatal de Campinas